# Fritz During
Fritz During (* 31. März 1910 in Burg; † 8. April 1993 in Preetz) war ein deutscher Bildhauer und Kunsthandwerker.

## Leben
Fritz During war das dritte Kind der insgesamt fünfköpfigen Familie, seine Eltern waren Schneider. Nach dem Abschluss der Dorfschule erlernte er in Cottbus das Tischlerhandwerk. Sein Bruder Paul, der in Berlin ein Studium der Malerei absolviert hatte, holte ihn 1930 nach Berlin. Auch Fritz besuchte Malerei- und Grafikseminare an den Vereinigten Staatsschulen für freie und angewandte Kunst, fühlte sich aber zum plastischen Gestalten mehr hingezogen und entschied sich für das Studium der Bildhauerei bei Ludwig Gies. Aus Fritz Durings Akademiezeit sind durch die kriegsbedingte Zerstörung der Lagerungsplätze nur noch eine geringe Anzahl von Arbeiten bekannt, diese zumeist nur anhand von Fotografien. Es handelt sich vor allem um kleinplastische Arbeiten und Reliefs, die expressionistische Züge und gelängte Proportionen aufweisen.
Nach seiner Ausbildungszeit von 1930 bis 1936 an den „Vereinigten Staatsschulen“ ging er nach Kiel, um für die Kieler Kunstkeramik Edmund Jensen Kiel, Nachfolgebetrieb der Kieler Kunst-Keramik AG, als freier Mitarbeiter zu arbeiten. Für diese Firma fertigte er zahlreiche Baukeramiken, die teilweise noch heute in Kiel und weiteren Städten Schleswig-Holsteins erhalten sind. Es handelt sich meist um Hauszeichen, Wappen, Kapitelle, figurative Baukeramik oder Türumrahmungen aus Klinker.
Beendet wurde diese Tätigkeit durch den Zweiten Weltkrieg, in den er als Soldat eingezogen wurde. Nach Kriegsende kehrte During nach Norddeutschland zurück und lebte und arbeitete von nun an in Schwentinental / OT Raisdorf als freischaffender Künstler. Kunstwerke im öffentlichen Raum sind ebenso in seinem Gesamtwerk vertreten, wie Plastiken und Reliefs für den privaten Bereich. 1993 starb Fritz During in Preetz. Die nach dem Tod seiner Witwe, Käthe During, gegründete Fritz-During-Stiftung verwahrt in Plön seinen künstlerischen Nachlass.

## Werk

### Außenplastik

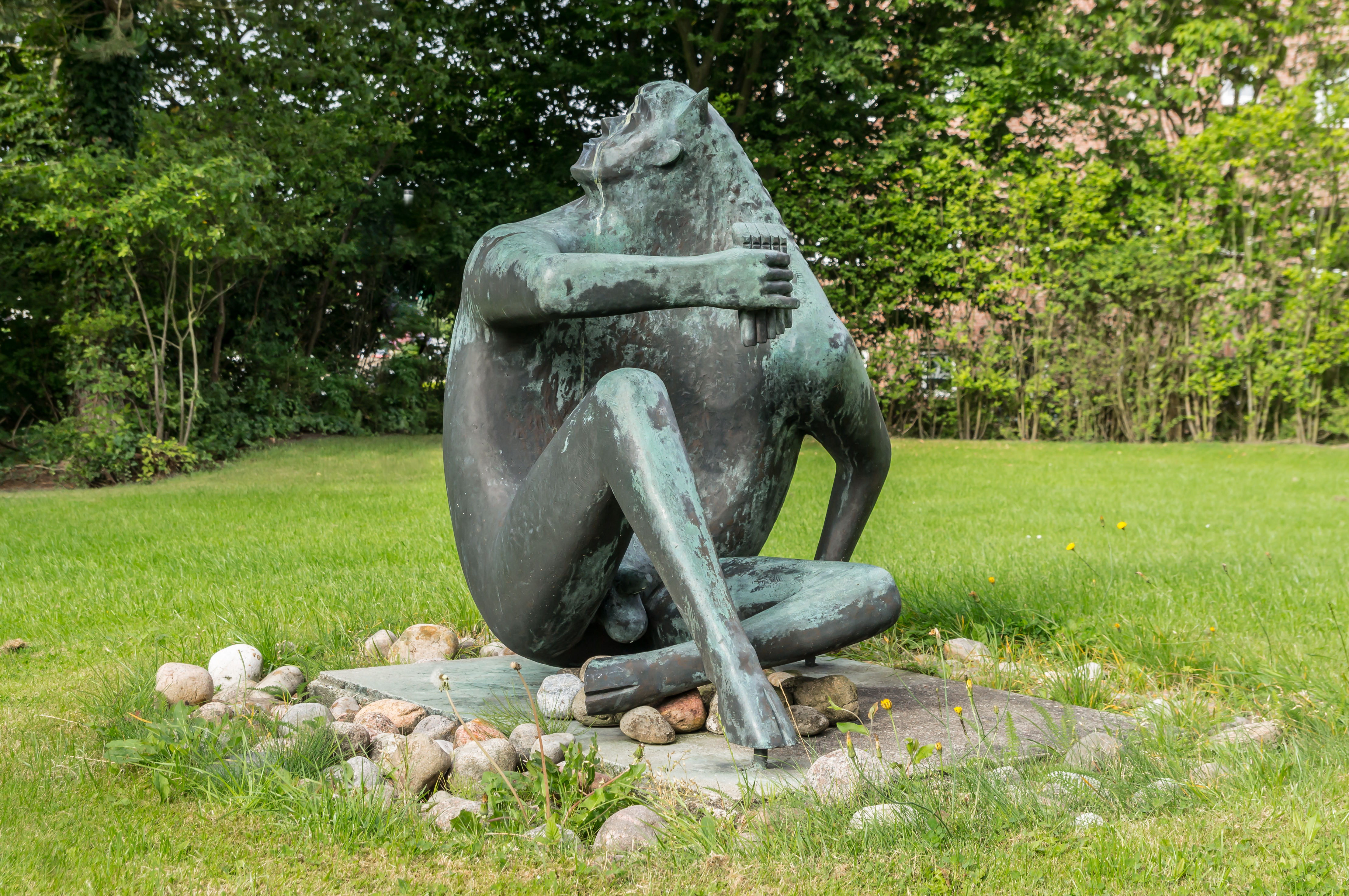
Pan-Skulptur von 1971 in Flensburg bei der Mürwiker Straße nahe dem Volkspark.

Fritz During hat in Schleswig-Holstein und besonders in Kiel ein überaus reiches Œuvre hinterlassen. Sein Hauptthema war der Mensch. Sein Hauptarbeitsgebiet der 1950er und 1960er Jahre war die Kunst am Bau. Hierzu gehören großplastische Werke für den Außenbereich von Schulen, für sonstige öffentliche Gebäude und für den kirchlichen Bereich.
Zu Beginn der 1950er Jahre erhielt During erste Aufträge für Kunstwerke im öffentlichen Raum in Kiel. Besonders durch die Regelung Kunst am Bau entwickelte sich für ihn im Zusammenhang mit der Vielzahl an Neubauten eine lukrative Auftragslage. Der Großteil seiner Werke für Bauten in Kiel entstand in der Zeit von 1955 bis 1962. In den darauffolgenden Jahren, bis 1972, schuf er verstärkt Kunst am Bau für Orte im übrigen Schleswig-Holstein. Die meisten dieser Arbeiten befinden sich auf Schulgeländen und stehen in der realistisch-figürlichen Tradition der Plastik. Die Plastiken Durings zeigen meist Motive mit Kindern, die in eine Tätigkeit vertieft sind. Sie zeichnen sich durch Schlichtheit, Vereinfachung und Befreiung von Momentanem aus. Die Werke integrieren sich auf anmutige Weise in den Schulbetrieb und sind ausnahmslos als kindgerecht zu beurteilen. Damit handelt es sich bei ihnen um typische Beispiele für Kunst am Bau der 1950er und 1960er Jahre.

### Kleinplastik
Kleinplastische Arbeiten für den privaten Bereich waren ein weiteres Standbein von Fritz Durings Kunst. Ab 1972 erhielt During kaum noch öffentliche Aufträge, was nicht zuletzt durch den Wandel im Kunstverständnis der Mitglieder der Auswahlgremien zu begründen ist. Auch die Anzahl der geschaffenen Reliefs geht zurück und During konzentriert sich zunehmend auf kleinplastische Arbeiten. Bereits ab Kriegsende, und verstärkt ab Mitte der 1970er Jahre, modellierte er im kleinplastischen Bereich humorvolle Figuren. Er suchte danach, typisch menschliches Verhalten in plastischen Gestalten zum Ausdruck zu bringen. In der Kleinplastik hat der Bildhauer eine eigene, spezifische Ausdrucksform gefunden. Seine komischen Figuren sind durch den Humor ihres Schöpfers geprägt und werfen einen kritisch-ironischen Blick auf menschliche Verhaltensweisen. Am Ende seines Lebens wendete sich der Künstler besinnlichen, mystisch-anmutenden Gestalten zu, die Rückbezüge auf seine Reliefs der Studienjahre vermuten lassen und einen tief religiösen Hintergrund aufweisen.

### Reliefs
Durch seinen akademischen Lehrer Ludwig Gies ist Fritz During bereits frühzeitig mit der Reliefkunst konfrontiert worden und gestaltete bereits während seiner Studienjahre kleine Medaillen und Plaketten sowie kleinformatige Reliefs mit expressionistischen Zügen. In der Nachkriegszeit wandte sich der Künstler dieser bildhauerischen Gattung verstärkt zu, wobei er mit verschiedenen Gestaltungsformen experimentierte, um schließlich meist im flachen, recht strengen Reliefstil zu arbeiten.

## Erhaltene Werke von Fritz During im öffentlichen Raum

### Klinkerkeramik in Kiel
- Clausewitzstr. 2: Zwei Kapitelle, ~ 1936–39
- Wrangelstr. 32: Vier Kapitelle mit Fischen, ~ 1936–39
- Asmusstr. 1 + 3 (Joachimsplatz): Zwei Reliefs in Rahmen (je eine Frau), ~ 1938

### Werke vor und in Kieler Schulen

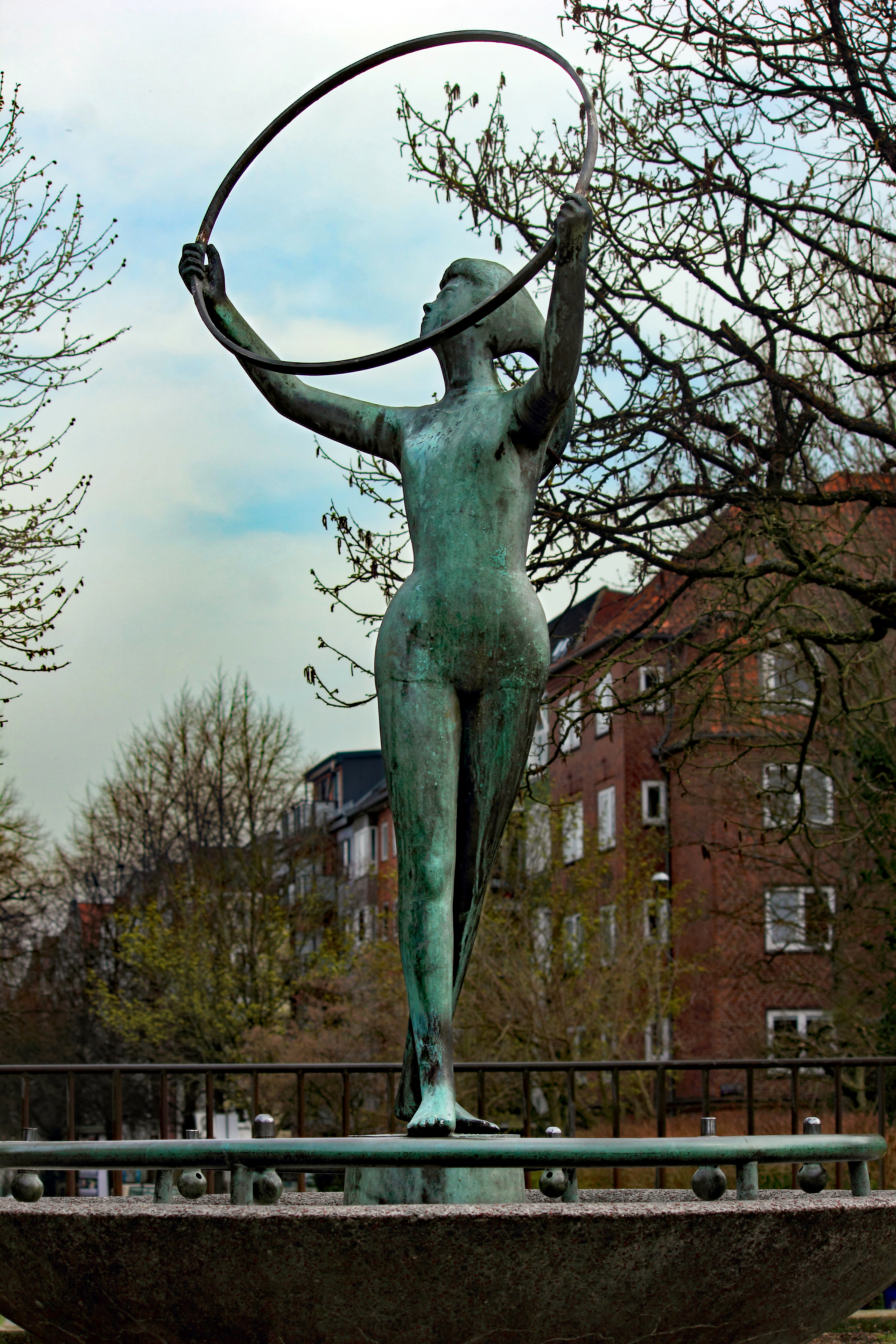
Bronzeplastik „Mädchen mit Reifen“ an der Ricarda-Huch-Schule in der Hansastraße, Kiel-Ravensberg

- Gorch-Fock-Schule: Fast lebensgroße Kindergruppe aus Keramik, 1955
- Gymnasium Wellingdorf: Brunnen mit Pan, 1958
- Hans-Christian-Andersen-Schule: 21 verschiedene Lampenumrahmungen, 1958
- Hans-Christian-Andersen-Schule: Kleine Nixe, 1958
- Hans-Christian-Andersen-Schule: Märchenerzählerin, 1959
- Hans-Christian-Andersen-Schule: Vögel + Lampe, 1958
- Hardenbergschule: Hahn, 1960, Keramik
- Hebbelschule: Hauszeichen, 1957
- Jahnschule: Brunnenplastik, Raufende Jungen, 1958
- Reventlowschule: Junges Mädchen, Haar ordnend, 1980
- Ricarda-Huch-Schule: Mädchen mit Reifen. Brunnenfigur, 1962
- Schule Holtenau: Brigitte, 1961
- Schule Holtenau: Klinkerrelief mit Kindern beim Spiel + Schulgang, 1962
- Schule Suchsdorf: 2 Wandreliefs, 1954, zusammengesetzte Keramikplatten

### Werke im kirchlichen Bereich in Kiel
- Friedhofskapelle, Elmschenhagen: Riemchenrelief, 1958
- Kapelle Ostfriedhof: Zwei Stuckarbeiten, 1954
- Klausdorf Kirche: Kleines Altarkreuz, 1962
- Matthäuskirche, Gaarden: 12 m langer Fries mit Figuren, 1967
- Weinbergkapelle: Elmschenhagen: Kruzifix, 1956

### Werke vor, in und an sonstigen öffentlichen Kieler Gebäuden

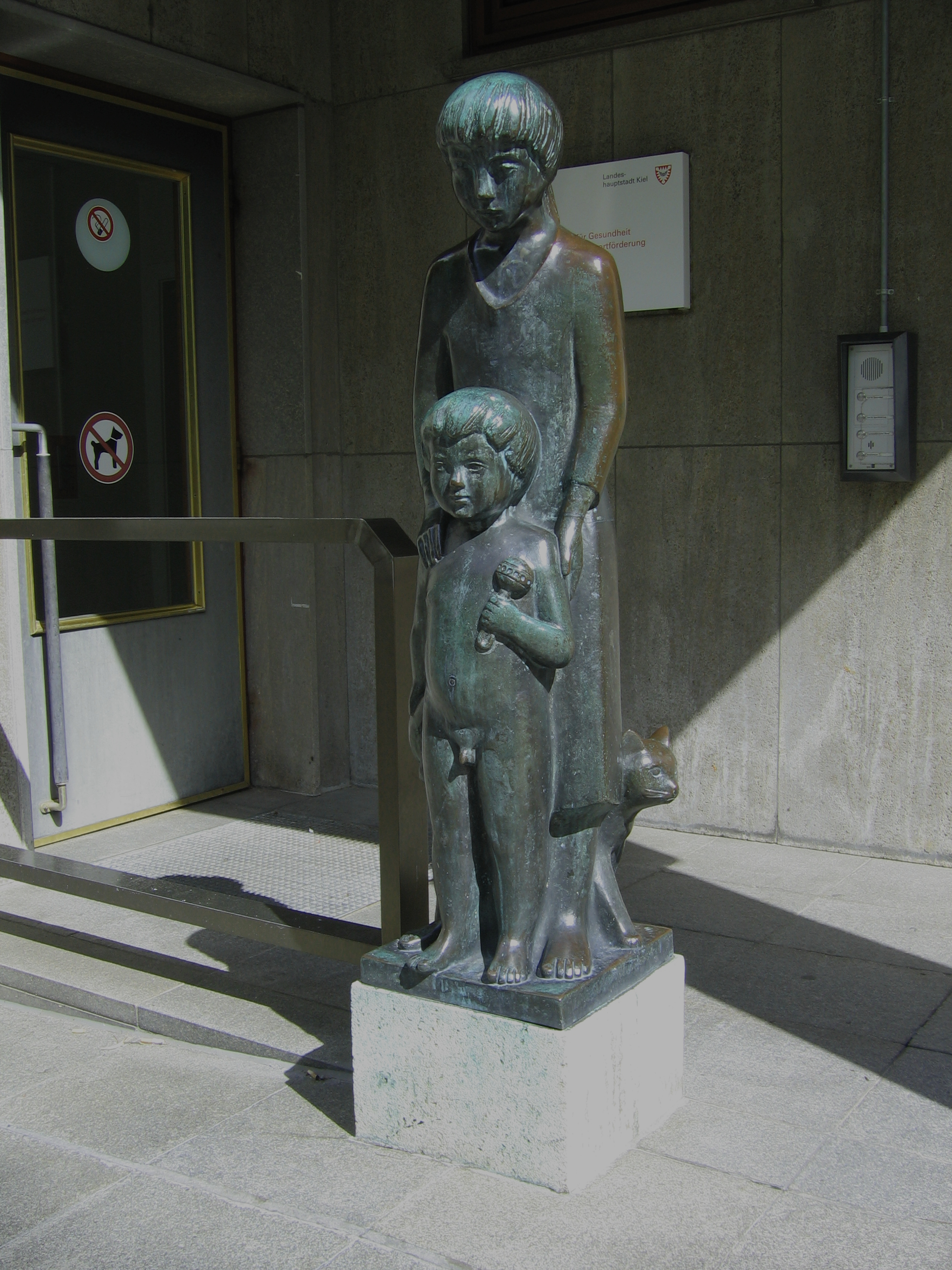
2 Kinder mit Kater vor dem Gesundheitsamt Kiel

- Elmschenhagen, Bücherei: Wasserspiel, 1965
- Gesundheitsamt: Zwei Kinder mit Kater, 1956
- Jugendherberge: Drei Keramikreliefs, 1961
- Jugendherberge: Neptun, 1961
- Kieler Nachrichten: Keramiksäulen in der Schalterhalle, 1954
- Klausdorf: Gemeindehaus: St. Georg mit Drachen, 1965
- Krematorium Kiel: Witwe, 1957, ~ 140 cm
- Rathaus: Relieffolge „Bürger bauen eine neue Stadt“, 1957 (zusammen mit Alwin Blaue)
- Säule Sophienhof (bei Karstadt, Eingang 1. Stock) Detlev v. Liliencron, 1973
- Universität Kiel: Bronzeschrifttafel für Nobelpreisträger Meyerhoff, 1971

### Werke in Schleswig-Holstein außerhalb von Kiel

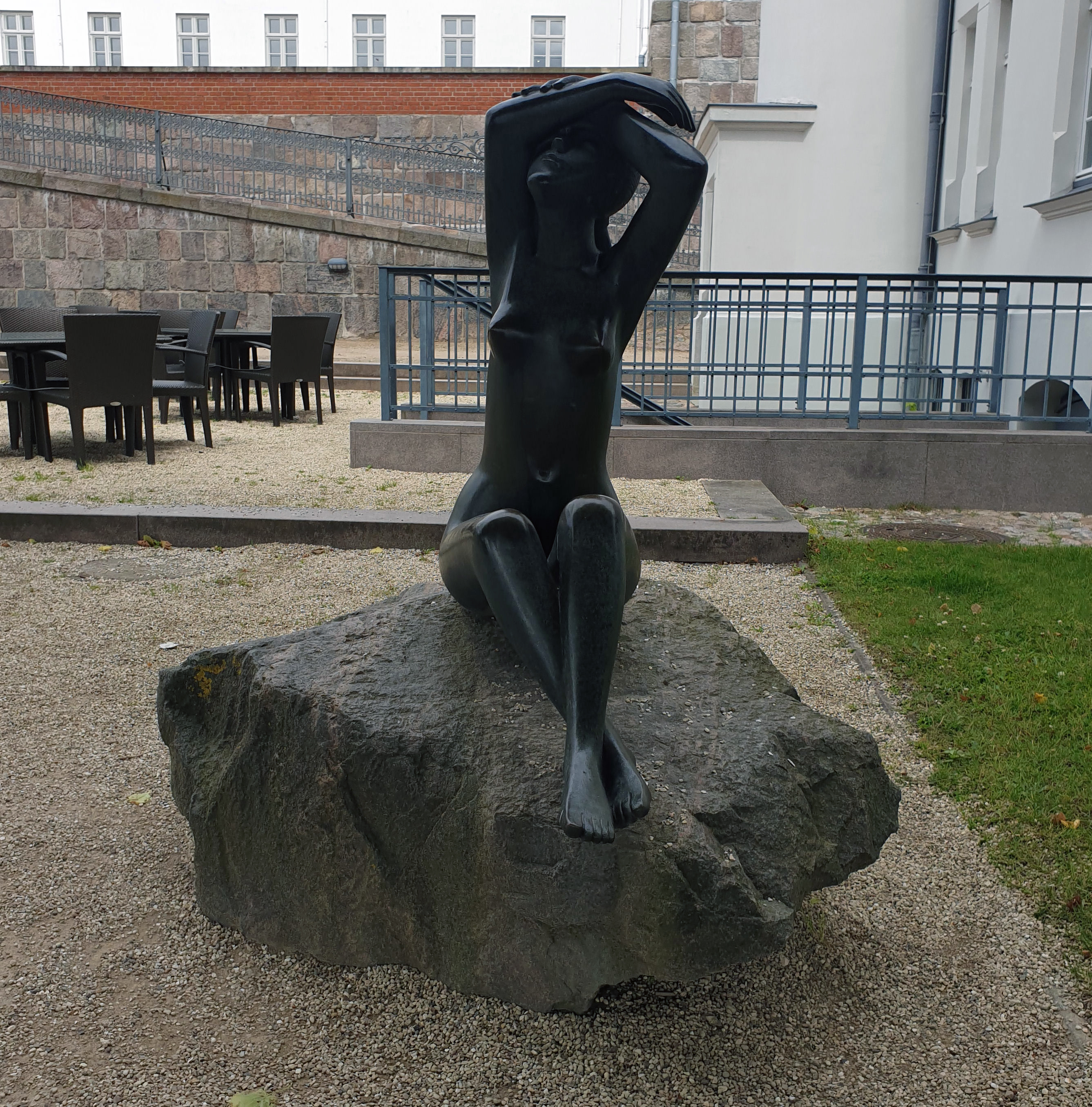
Skulptur am Schloss Plön

- Ahrensburg, Realschule: Jungen mit Flieger + Drachen, 1962
- Brügge, Kirche: Mahnmal, 1967
- Brügge, Kirche: Tympanon, 1981
- Busenwurth, Kapelle: Taufstein in Klinker mit Arche Noah, 1963.
- Flensburg, Europa-Universität: Primavera
- Flensburg, Grenzlandkaserne: Wappen für Arkadenumgang, Erkerumrahmung mit Figuren, zw. 1936–39
- Flensburg, Gebäudemanagement Schleswig-Holstein: Pan, 1971
- Großenbrode, Schule: Größeres Relief mit spielenden Kindern, 1969
- Hansün, Dörfergemeinschaftsschule: Flöte spielender Junge, 1969
- Hattstedt, Jens-Iwersen-Schule: Ringstecher, 1967.
- Heikendorf, Fördewanderweg (Möltenort): 2 große Stelen, 1971
- Hutzfeld, Heinrich-Harms-Schule: Goldmarie, Brunnenplastik, 1967
- Rethwisch b. Itzehoe, Dörfergemeinschaftsschule: 2 Jungen mit Hahn, 1964
- Laboe, Kurpark: Flöte spielender Junge, 1969
- Lütjenburg, Schule: Mädchen mit Frosch, 1967
- Neumünster, Jugendsozialwerk: Violanda, 1961
- Neumünster, Lyzeum: Keramikbrunnen mit Barbara, 1957
- Oldenburg (Holstein), Kreishaus: Wasserspiel, 1965
- Oster-Ohrstedt, Grund- und Hauptschule: Mädchen mit Blümchen (Lieschen), 1967
- Plön, Schule am Schiffsthal, Gemeinschaftsschule des Schulverbandes Plön Stadt und Land, Am Schiffsthal: Huckepack, 1975
- Plön, am Schloss: In der Sonne Sitzende, 1959
- Preetz, Realschule: Mädchen mit Reifen, 1964
- Puttgarden, Sporthalle: Zwei große Bronzereliefs, ~ 1964
- Raisdorf, Ehrenmal auf dem Friedhof, 1962
- Raisdorf, Martinskirche: Kruzifix, 1960
- Raisdorf, Martinskirche: St. Martin am Tympanon, 1961
- Rammsee, Schule: Wolke, drehbar im Wind, 1975
- Rendsburg, Artilleriekaserne: Vier Porträts der Heerführer, die am Krieg 1864 beteiligt waren, ~1936–39
- Sankt Peter-Ording, Realschule: Ringende Jungen, 1969
- Schellhorn, Grundschule: Raufende Jungen, 1983
- Selent, Bronzerelief für die Kirche: Personen mit Vogel, 1987
- Trent, Grundschule: Junge mit Flieger, 1970 od. später
- Wedel, Mahnmal „Gebt die Gefangenen frei“, 1957
- Wildenhorst, Kapelle Wildenhorst: Kruzifix, 1955
- Wildenhorst, Kapelle Wildenhorst: Taufschale, 1955

## Ausstellungen
- Mehr als 35 Ausstellungsbeteiligungen und zwei große Einzelausstellungen zu Lebzeiten
- 1994: „Fritz During zum Gedächtnis“, Museum des Kreises Plön, Plön
- 1998–2001: Dauerausstellung in der Galerie Diez am See, Plön
- 2001: „Paul und Fritz During – zwei Künstler aus Burg. Malerei – Grafik – Plastik.“ Wendisches Museum, Cottbus
- 2002: „Durings Frauen“, Kreisverwaltung Plön, Plön
- 2010: „Fritz During – Der Bildhauer und seine Modelle“, Museum des Kreises Plön, Plön
- 2020: „Fritz During – Künstler der Region (Die 50er)“, Probsteimuseum Schönberg, Schönberg
- 2020: „Fritz During – Künstler der Region (Die 60er)“, Museum des Kreises Plön, Plön
- 2020: „Fritz During – Künstler der Region (Die 70er)“, Künstlermuseum Heikendorf – Kieler Förde, Heikendorf

## Ständige Ausstellung
Im Nordflügel des Prinzenhauses zu Plön (Schlossgebiet 10, 24306 Plön) ist in zwei Räumen eine Dauerausstellung mit Werken Fritz Durings zu sehen.

## Auszeichnungen
- 1959: Kulturpreis der Stadt Kiel
- 1976: Friedrich-Hebbel-Preis

## Fritz-During-Stiftung im Kreis Plön
Die Satzung der „Fritz-During-Stiftung im Kreis Plön“ wurde am 11. November 1997 aufgestellt und am 12. Januar 1998 genehmigt. Bereits nach dem Tode der Witwe des Künstlers im Frühjahr 1995 übernahm der Kreis den künstlerischen Nachlass. Das Stiftungskapital stammt aus der Veräußerung des übrigen, dem Kreis überlassenen Besitzes, wie des Grundstückes, des Hauses und des Ateliers von Fritz During in Raisdorf.

## Kontroverse
Im Februar 2023 beschloss das Präsidium Europa-Universität Flensburg nach Einholung einer Stellungnahme aus der Universitätsbereich Kunst, Durings Bronzeplastik Primavera (lateinisch „der Frühling“) aus dem Foyer der Universität Flensburg zu entfernen. Einige Frauen hätten sich beim Anblick des Kunstwerks unwohl gefühlt. Hinterfragt wurde laut Pressemitteilung der Universität nur der Zusammenhang von Figur und (prominentem) Ort, nicht die Figur an sich. Nur mit Verzögerung wurden in der Kontroverse Stimmen aus dem Kunstbereich zur Kenntnis genommen.